# Schloss La Grange Fort

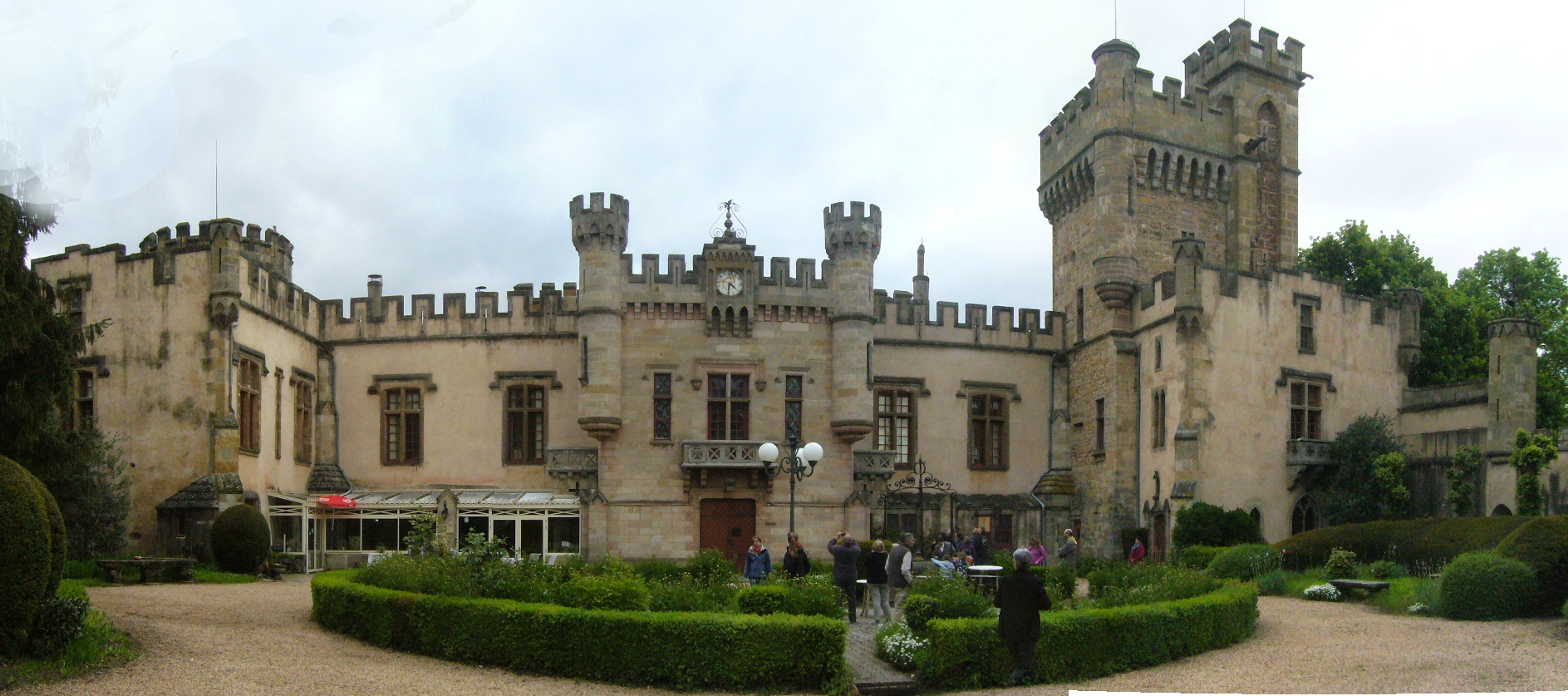
Schloss La Grange Fort, Hoffassade

Das Schloss La Grange Fort (französisch Château de la Grange Fort), auch Grangefort geschrieben, ist ein französisches Schloss in der auvergnatischen Ortschaft Les Pradeaux im Département Puy-de-Dôme. Die Anlage im Stil der Neugotik steht am östlichen Ufer des Allie etwa sieben Kilometer südöstlich von Issoire. Ihre Wurzeln sind in einer Burg des 14. Jahrhunderts zu suchen.

## Geschichte
Das Schloss La Grange Fort ging im Mittelalter aus einem Zehntlager der etwas weiter südlich liegenden Burg Nonette hervor. Darauf deutet auch sein Name hin, denn grange fort bezeichnet eine befestigte Scheune. Nonette war Teil der Apanage des Herzogs von Berry, Jean de Valois. Von ihm erwarb die auvergnatische Adelsfamilie Ambillon um das Jahr 1370 einen Teil des Landbesitzes samt der Scheune und ließ dort eine Burg errichten. Erster namentlich bekannter Besitzer war Jacques d’Ambillon. Die von seiner Familie erworbenen Ländereien wurden zu einer eigenständigen Seigneurie erhoben, mit der sowohl die niedrige als auch hohe Gerichtsbarkeit sowie Fischerei- und Jagdrechte verbunden waren.

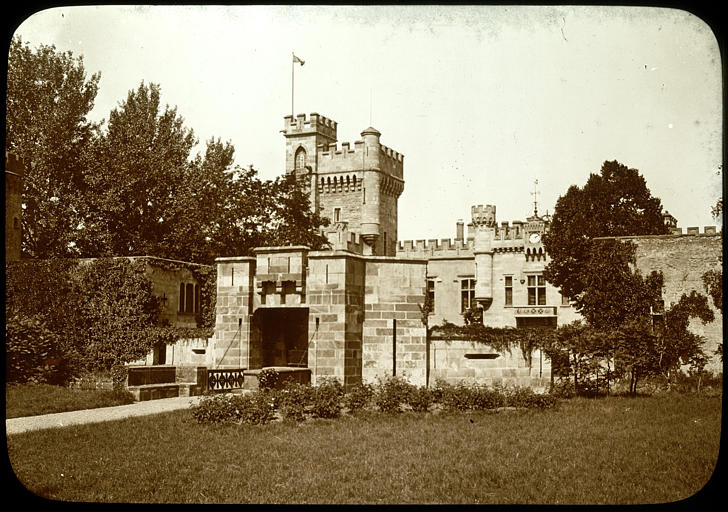
Das Schloss La Grange Fort um etwa 1900, Fotografie von Marie-Joseph Henry de Lestrange

1445 veräußerte der damalige Burgbesitzer die Anlage für 2000 Goldécu an Hugues de Pons. Einer seiner Enkel, Gilbert de Pons, Seigneur von Tallende und Roquet, gehörte zum Gefolge des Marschalls Artus de Cossé, comte de Secondigny, und war unter anderem für die Festung von Usson verantwortlich. Während der Hugenottenkriege konnte die Burg Nonette unter seiner Führung einer Belagerung durch Truppen der Katholischen Liga standhalten. Er konnte jedoch nicht verhindern, dass die Ligisten 1592 unter dem Kommando des Herzogs von Nemours seine Burg La Grange Fort plünderten und niederbrannten. Die Anlage wurde aber kurze Zeit später, während der Regierungszeit Heinrichs IV. von Frankreich, wiederaufgebaut.
Während der Französischen Revolution teilte das Schloss das Schicksal so vieler Adelssitze: Es wurde zum Teil zerstört, nur die Fundamente sowie eine Partie des Erdgeschosses blieben unversehrt. Nachdem der Eigentümer Michel-Denis de Pons vor den Revolutionswirren ins Ausland geflüchtet war, wurde das Schloss 1789 konfisziert und zu Nationaleigentum erklärt, um anschließend versteigert zu werden. Käufer war kein anderer als der nach seiner Emigration wieder nach Frankreich zurückgekehrte einstige Schlossherr Michel-Denis. Über seinen Bruder Antoine de Pons, Bischof von Moulins, kam das Schloss an dessen Neffen Antoine-Arthur de Pons. Weil dieser ohne Nachkommen war, verkaufte er den Besitz an Marie-Victor de Matharel, den Hauptschatzmeister von Puy-de-Dôme. Der neue Eigentümer beauftragte den bekannten Architekten Eugène Viollet-le-Duc mit der Restaurierung und dem Umbau der Anlage im Stil der Neugotik.
Heute ist das Schloss im Besitz niederländischer Privatleute, die auf dem Grundstück einen Campingplatz betreiben und in einigen Zimmern des Schlosses Übernachtungen anbieten.

## Beschreibung

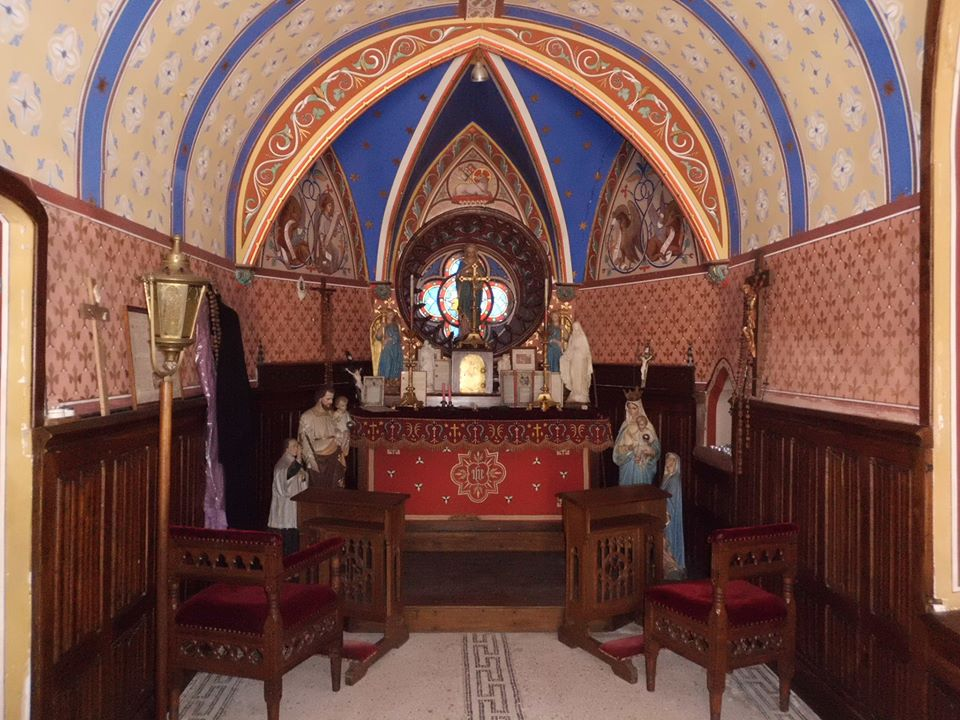
Die Schlosskapelle mit Wandmalereien von Anatole Dauvergne

Die Schloss ist eine nahezu quadratische Anlage mit einer Seitenlänge von etwa 50 Metern. Die Ecken werden von vier durch Kurtinen verbundene Rundtürmen markiert, wobei der Nord- und Ostturm zugleich Ecktürme des Corps de Logis an der nordwestlichen Seite des Gevierts sind. Der traditionelle Zugang befand sich an der Südost-Seite. Der dortige Torbau besitzt einen spitzbogigen Tordurchgang, über dem sich ein Wurferker befindet. Früher besaß das Tor zusätzlich noch ein Fallgatter. Heute befindet sich der Zugang an der südwestlichen Seite der Schlossanlage. Von dort gelangt der Besucher in einen Schlosshof mit mittig angelegtem Rondell. Von dort ist das zweigeschossige Corps de Logis des Schlosses zugänglich. Der längsrechteckige Bau nimmt die gesamte Nordwest-Seite der Schlossanlage ein und besitzt zwei kurze Seitenflügel. Im nördlichen Winkel von Corps der Logis und Nordflügel erhebt sich der quadratische Bergfried mit Zinnenkranz und Maschikulis. In seinem unteren Teil befindet sich die Kapelle mit Rippengewölbe und neugotischen Wandmalereien, die biblische Motive zeigen. Letztere stammen von Anatole Dauvergne und wurden von ihm 1860 während der Restaurierung unter Victor de Matharel angefertigt. Auch die malerische Ausgestaltung des Treppenhauses stammt von diesem Künstler. Sie zeigt 70 Wappen der Großmeister des Malteserordens. Ein weiteres kunsthistorisch wichtiges Ausstattungsstück des Schlosses ist ein Kamin im Erdgeschoss, der mit seiner Inschrift an die Zerstörung der Vorgängeranlage 1592 während der französischen Religionskriege erinnert.